# Старый Албинец
Старый Албинец (рум. Albineţul Vechi, Албинецул-Векь) — село в Фалештском районе Молдавии. Является административным центром коммуны Старый Албинец, включающей также сёла Новый Албинец, Нижний Редиу и Верхний Редиу.

## География
Село расположено на высоте 58 метров над уровнем моря.

## Население
По данным переписи населения 2004 года, в селе Албинецул-Векь проживает 2183 человека (1071 мужчина, 1112 женщины).
Этнический состав села:
| Национальность | Число жителей | Процентный состав |
| -------------- | ------------- | ----------------- |
| молдаване      | 2085          | 95.51             |
| украинцы       | 48            | 2.2               |
| румыны         | 7             | 0.32              |
| русские        | 4             | 0.18              |
| прочие         | 39            | 1.79              |
| Всего          | 2183          | 100%              |

## Известные жители
- Паффенгольц, Константин Николаевич (1893—1983) — родился в этом селе.